# Optoelectrònica
La optoelectrònica  és el nexe d'unió entre els sistemes òptics i els sistemes electrònics. Els components optoelectrònics són aquells el funcionament està relacionat directament amb la llum.

## Usos
Els sistemes optoelectrònics estan cada vegada més de moda. Avui en dia sembla impossible mirar qualsevol aparell elèctric i no veure un panell ple de llums o de dígits més o menys espectaculars. Per exemple, la majoria dels walkman disposen d'un pilot vermell (LED) que ens avisa, que les piles s'han esgotat i que han de canviar. Els tubs de raigs catòdics amb què funcionen els oscil·loscopis analògics i els televisors, les pantalles de cristall líquid, els moderns sistemes de comunicacions per mitjà de fibra òptica.
Els dispositius optoelectrònics s'anomenen opto aïlladors o dispositius d'acoblament òptic.